# Château de Chabenet
Le château de Chabenet est un château français du Moyen Âge, situé sur le territoire de la commune du Pont-Chrétien-Chabenet, dans le département de l'Indre, en région Centre-Val de Loire.

## Localisation
Le château se situe au nord du village de Chabenet et en rive gauche de la Creuse.

## Histoire
Le château a été construit sous Louis XI, par Josselin du Bois, seigneur de Montmorillon, durant la deuxième partie du XVe siècle. Il est terminé en 1471.
En 1544, le petit-fils de Josselin, Jean du Bois, dit « le Rouge », enlève la fille du procureur des causes royales de Poitiers. Il est condamné à mort et se réfugie chez Aubert de Montjohan, qui le cache. Profitant de la situation, celui-ci acquiert le château.
Pendant les guerres de Religion, il appartient à la maison protestante des Pierre-Buffière, barons de Prunget et Tendu. Ce château reste propriété protestante de 1585 à 1735.
En 1635, il est partiellement démantelé par Richelieu.
Pendant la Révolution, Il n'est pas vendu comme bien d’émigré. Louis Vincent et sa femme Marie Charlotte sont emprisonnés; c'est Marie-Louise Marthe, sœur de Marie Charlotte qui habite le château mais elle doit justifier de sa présence à Chabenet en obtenant du maire de la "Cote Franche" (nom donné à Saint Marcel pendant la Révolution) un certificat de résidence renouvelable périodiquement. Elle habitera le château jusqu'en 1794, date à laquelle elle déménage pour occuper à Chabenet une maison appartenant à son beau-frère Guyot d'Asnières.
En 1802 (10 vendémiaire an XII), la succession de Marie Louise Marthe de Pierre Buffière est partagée entre ses sœurs : Catherine Charlotte épouse de A. Guyot d’Asnières et Marie Charlotte épouse de Vincent François de Poix (mariés à Chabenet le 26 janvier 1769). Par ce partage, le château de Chabenet échoit à M. d’Asnières. Le 20 juin 1809, le château est vendu par Catherine Charlotte à Thomas Louis Benjamin, comte de Poix marié à Joséphine d’Andigné de la Chasse.
Le 1er mars 1814, Thomas-Louis-Benjamin de Poix meurt d’une fièvre maligne contractée en donnant des soins en son château aux détenus espagnols. Il fut inhumé à Saint-Lactencin.
En 1845, Louis-Thomas Benjamin, comte de Poix, fils du précédent, né le 9 novembre 1814, succède à son père et en 1850 fait restaurer le château sur les conseils de Eugène Viollet-le-Duc. Il fut membre du conseil de fabrique de Saint-Marcel et maire de la commune. Il était aussi administrateur et actionnaire influent de la Compagnie du chemin de fer de Paris à Orléans
En 1878, le comte de Poix meurt célibataire et lègue le château et ses terres à sa nièce Joséphine de Boisé, fille de Marie-Louise-Léontine de Poix et du comte Stanislas de Boisé de Courcenay. La terre de Chabenet, d’une surface de 2 077 hectares, s’étendait sur le territoire des communes de Saint-Marcel, Chasseneuil, Tendu et Argenton. Elle comprenait les châteaux de Chabenet, de Prungé, de la Rocherolle, et de nombreuses fermes.
Une forêt, encore visible, couvrait une grande partie des versants de la vallée de la Bouzanne. Un chêne porteur de gui, ce qui est rare, était signalé dans le domaine des « Grosses Roches », appartenant à Mademoiselle de Boisé. « Le chêne à gui était bien connu dans la contrée il y a quelques années ; la population y tenait beaucoup, et il n'était permis qu'aux religieuses de la Lienne de venir y récolter le gui qui passait pour avoir au point de vue médical, des propriétés merveilleuses ; malheureusement il s'est trouvé juste sur le passage de la ligne à haute tension et il était abattu depuis un an lorsque nous nous présentâmes pour le voir » (Les aspects naturels et les sols de l'Indre, Camille Duplan, 1930)
Les forêts abritaient également des loups, signalés en Berry jusqu'au début du XXe siècle. On connaît bien l'histoire de la bête de Mosnay-Tendu, mais moins celle-ci : « Jadis, il était habituel d'étouffer entre deux matelas les personnes atteintes de la rage. Dans le Bas Berry, la dernière victime fut un jeune homme des environs de Chabenet. Cela remonte à plus d'un siècle ».
Le 4 juillet 1924, Joséphine de Boisé, célibataire, décède laissant pour héritiers le marquis de Nicolaï et sa sœur la Marquise d’Armaillé, reconnus par la Comtesse, légataires universels le 26 mai 1924. Certains dirent que la mort de la comtesse marquait la fin du Moyen Âge à Chabenet, car elle avait un comportement fondé sur l’autorité et le paternalisme. Elle est enterrée dans le cimetière de Tendu.
Le domaine est alors estimé à 12  millions de francs (soit environ 19 millions d’euros 2012). Les héritiers ne déclarent que 5 364 000 F, ce  qui provoquera, en  février 1926, un  procès intenté par les descendants de l’oncle de la comtesse, le marquis et le comte de Boisé de Courcenay, qui trouvent étrange cette adoption tardive, quelques semaines avant la mort de la comtesse (elle  avait 84  ans, le marquis 62 et la marquise 60 ans) ; procès qu’ils perdront (Archives de l'Indre  Le Progrès de l’Indre 26 février 1926).
L'église du Pont-Chrétien et le presbytère qui appartenaient à la marquise de Nicolais furent cédés par les héritiers à la commune du Pont-Chrétien Chabenet pour une somme symbolique, les autres biens furent vendus à divers acquéreurs.
L'édifice est inscrit au titre des monuments historiques en 1927.
Après les seigneurs, Le château de Chabenet fut acheté aux héritiers par M. Leclerc, charcutier traiteur parisien, puis par Louis Willème, industriel à Nanterre, en 1940. Pendant la guerre, des œuvres d’art du musée du Louvre (les collections du duc d’Harcourt) et quelques pièces du musée des beaux-arts de Rouen y furent cachées. Il devint ensuite la propriété de M. Billon qui l’occupa une vingtaine d’années, pour y fabriquer, dans un premier temps, des tissus plastiques, puis s’orienta vers la torréfaction, le montage de brouettes métalliques puis le fret par avion.
A la fin des années 1980, le château, en mauvais état, est acheté par un homme d'affaires parisien, Philippe Marec (alors PDG de la société Formalangues) qui le restaure méticuleusement, en l'équipant aux standards d'une exploitation para-hôtelière moderne, afin d'en faire un grand centre de découverte de la langue, de la culture et de l'histoire de la France, à destination d'hommes d'affaires étrangers. La crise financière de 1991 ne permet malheureusement pas à ce projet de voir le jour.
Au milieu des années 1990 se répand la rumeur d'un potentiel rachat du château par Michael Jackson, qui visita la demeure à cette période, mais la vente n'eut finalement pas lieu,,.
Le château appartient aujourd'hui au groupe suisse Hapimag, qui y gère un hôtel de mars à novembre. Il est également possible d'y organiser des événements tels que des mariages ou des concerts.

## Architecture
En 1471, des fossés larges de 8 toises (15,50 m) sont creusés par une entreprise de Saint-Gaultier. Il comprenait alors 14 tours et un donjon.

## Parc et jardins
Le château possède un parc grand de plusieurs hectares dans lequel tous les résidents peuvent se promener grâce à plusieurs chemins de randonnée ; en outre, peuvent y être organisés des concerts en plein air sur les terrasses naturelles du château.

## Valorisation du patrimoine
Le château avec son domaine constitue une résidence hôtelière de luxe géré par la société Hapimag.

## Galerie de photographies

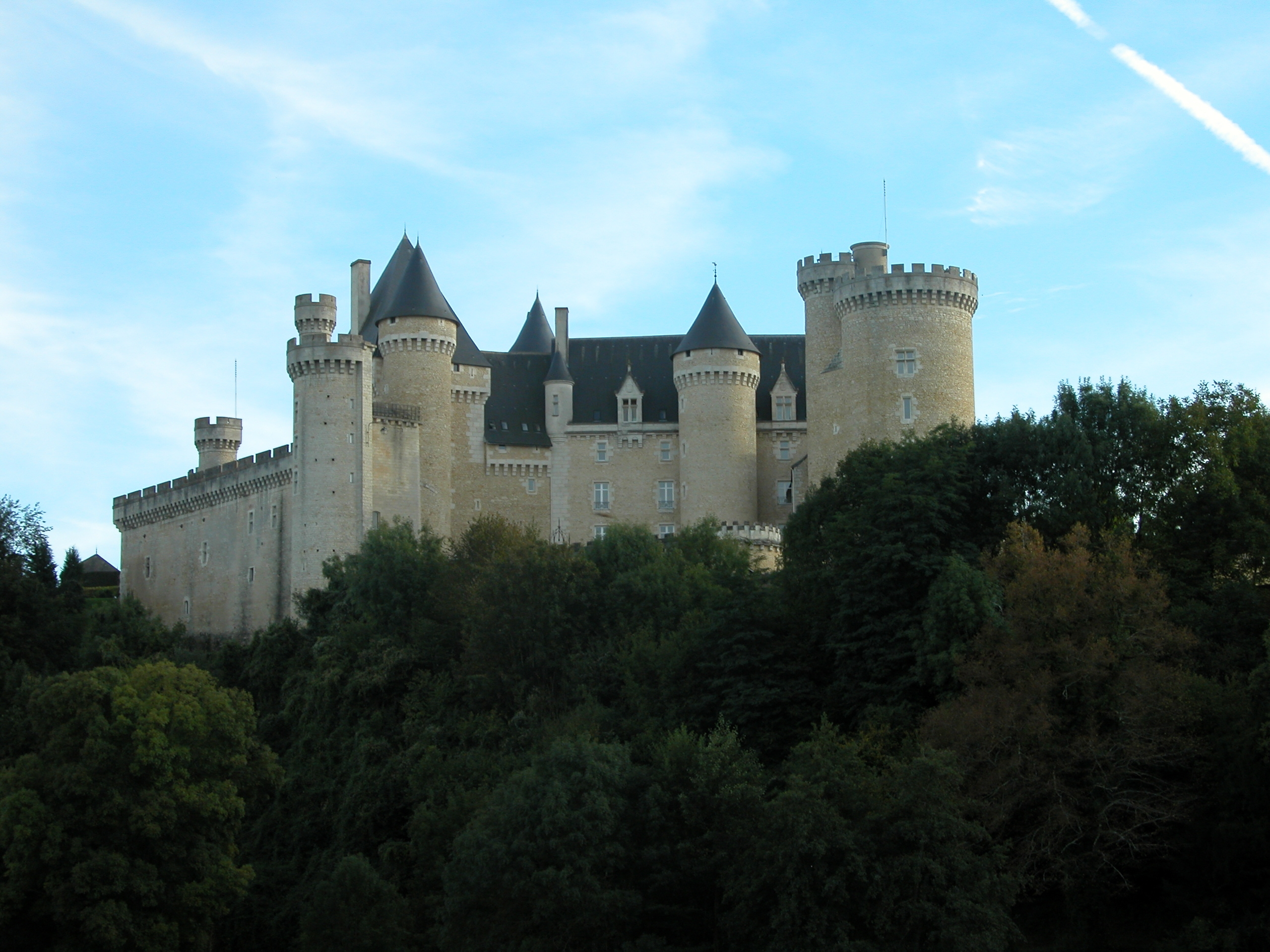
Le château, en 2004.
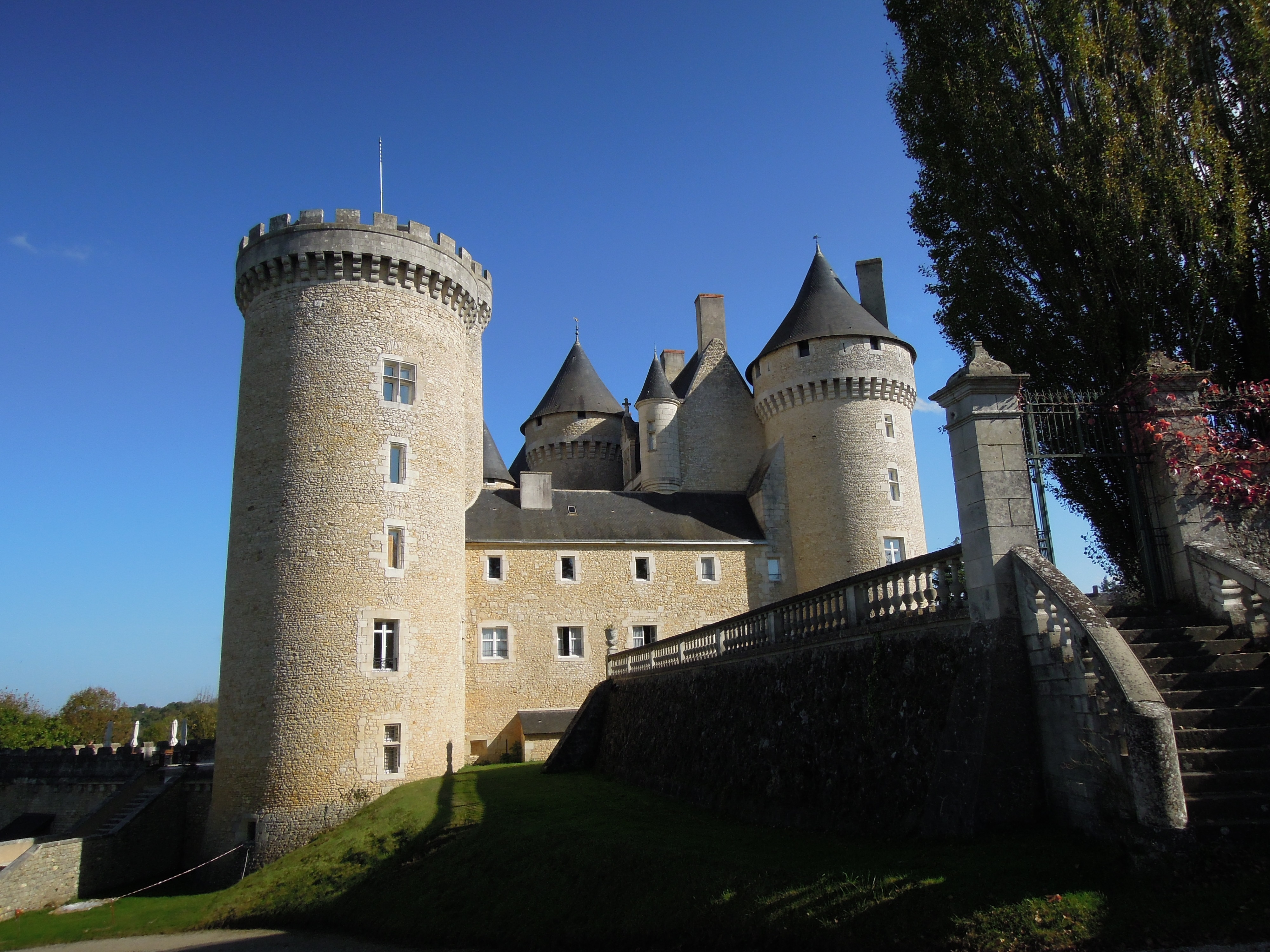
La tour, en 2011.
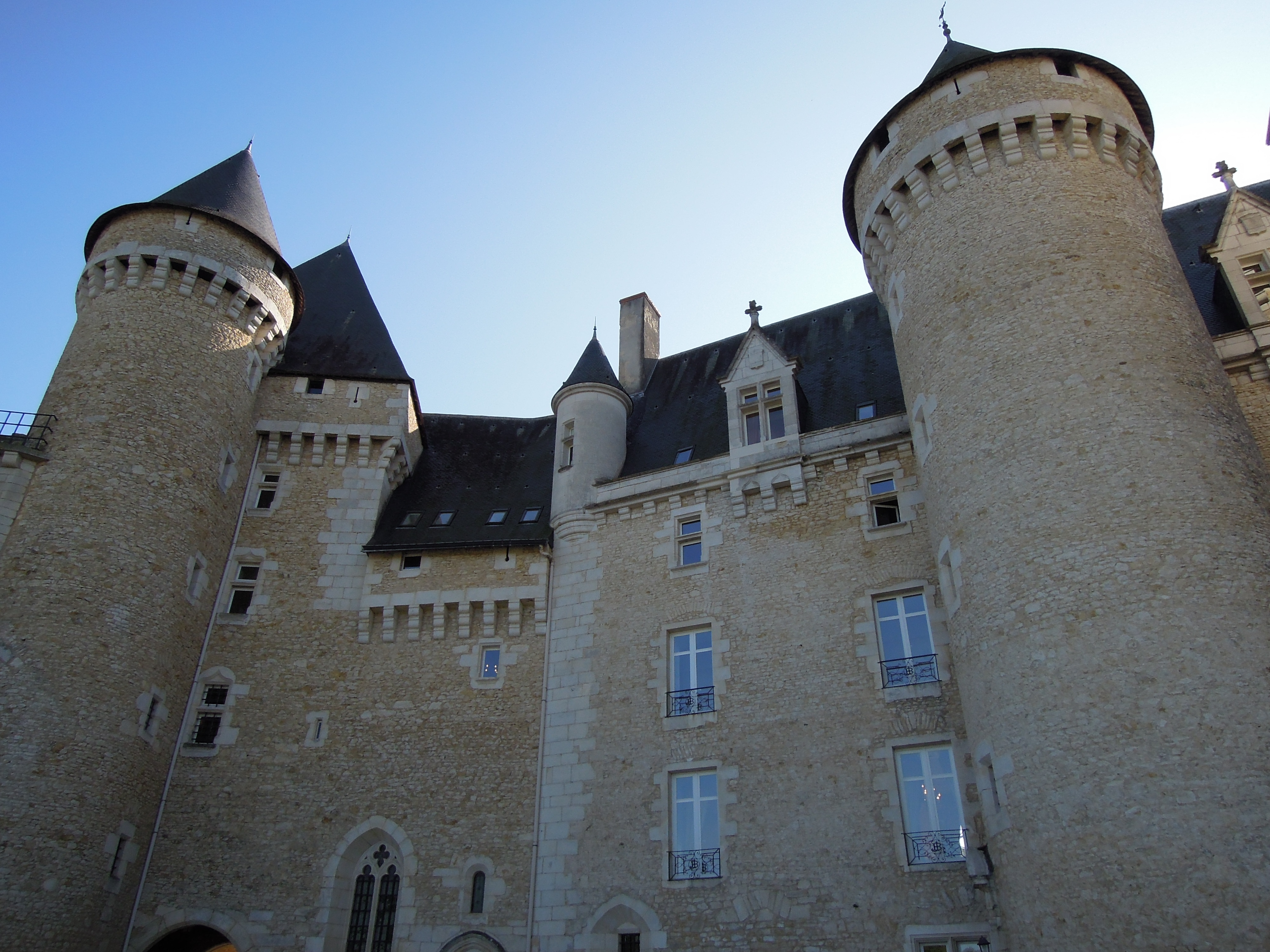
Les tours, en 2011.
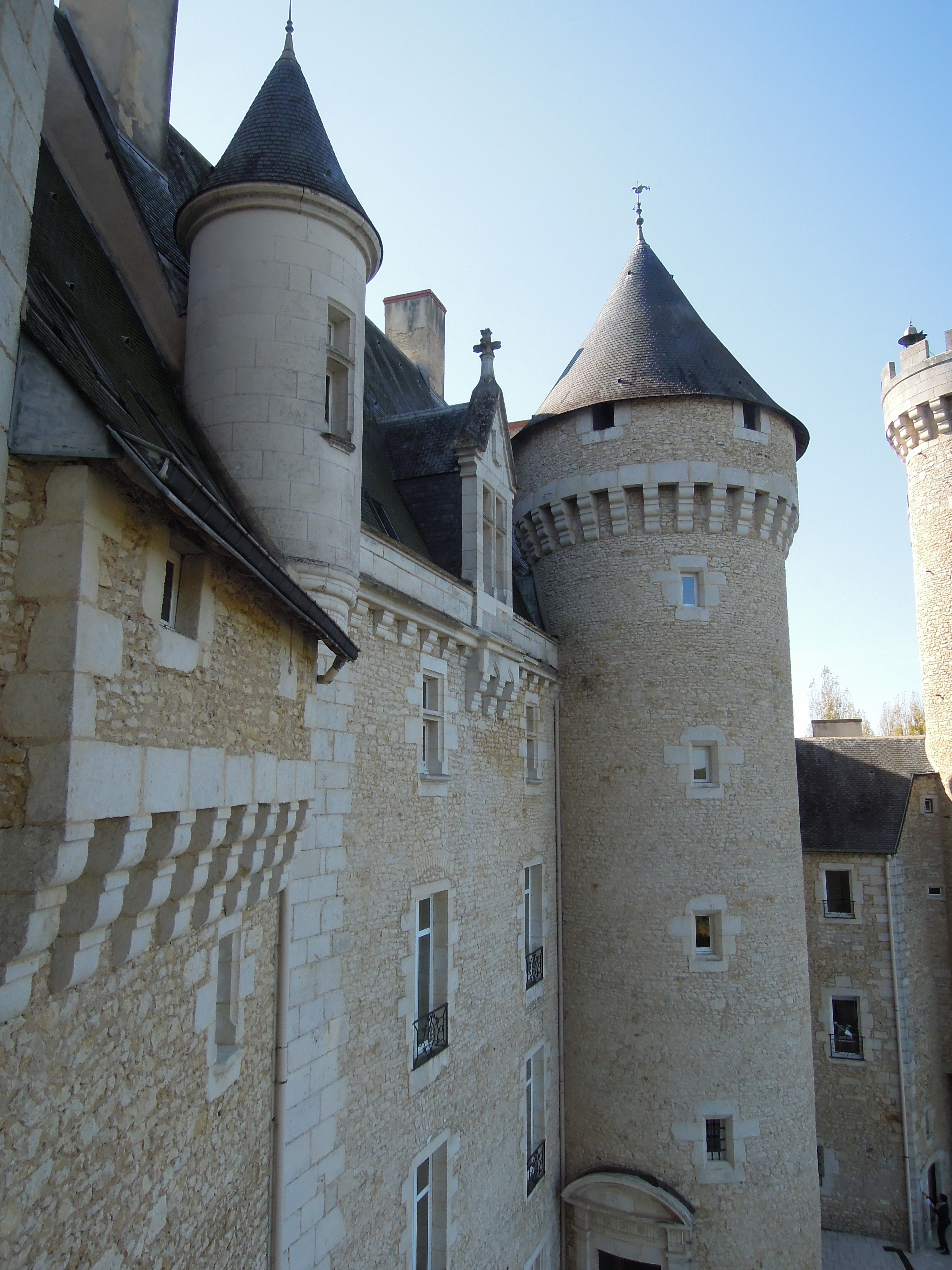
La tour, en 2011.